# 미쓰비시 상사
미쓰비시상사주식회사(일본어: 三菱商事株式会社, 영어: Mitsubishi Corporation)는 미쓰비시 그룹의 종합상사이다.

## 개요
미쓰이 물산(일본어: 三井物産), 이토츄상사(일본어: 伊藤忠商事), 스미토모 상사(일본어: 住友商事), 마루베니)와 함께 일본 5대 상사의 하나이며, 미쓰비시 도쿄 UFJ 은행, 미쓰비시 중공업과 함께 미쓰비시 그룹을 대표하는 회사이다.

## 연혁
일본 최초의 주식회사로 알려져 있으며 사카모토 료마(일본어: 坂本龍馬)의 해원대(일본어: 海援隊)가 오미야 사건(일본어: 近江屋事件) 이후 고토 쇼지로(일본어: 後藤象二郎)에게 위임했다. 그 이후 이와사키 야타로(일본어: 岩崎弥太郎)가 이어받아 구십구상회(일본어: 九十九商会)가 되었다. 구십구상회는 후에 미쓰비시상회, 미쓰비시증기선회사(일본어: 三菱蒸汽船会社) (후에 우편증기미쓰비시회사로서 현재의 일본우선(일본어: 日本郵船)이 분리), 미쓰비시사로 나뉘어 발전하였다.
이와사키 고야타(일본어: 岩崎小弥太)가 확립한 미쓰비시의 경영 이론은 소기봉공(일본어: 所期奉公, 이루기 위해 기약한 것을 회사에 공헌), 처사광명(일본어: 処事光明, 공정한 승부), 입업무역(일본어: 立業貿易, 글로벌한 시각)이었다. 다이쇼 시대에 들어와 제1차 세계대전이 시작되고 취급하는 품목수가 비약적으로 상승하여 각 상업부문을 독립시켜, 미쓰비시합자운영부를 기존의 경영 이론인 입업무역 방침을 기본으로 하여 1918년에 종합상사인 미쓰비시상사를 독립시켰다. 제2차 세계 대전 후에는 재벌 해체에 의해 그룹이 해산되고 다수의 회사로 분열되었지만 1954년 다시 부활하였다.
미쓰비시상사는 전학공투회의가 가장 활발했던 시대에 쓰치다, 닛세키, 피스캔 폭파 사건을 당하는 등 일본 대자본기업으로 인식되기 시작했다.
이전 10대 상사 (미쓰비시상사(일본어: 三菱商事), 미쓰이 물산(일본어: 三井物産), 이토츄 상사(일본어: 伊藤忠商事), 마루베니(일본어: 丸紅), 스미토모 상사(일본어: 住友商事), 닛쇼이와이(일본어: 日商岩井, 현 소지쓰(일본어: 双日), 토멘(일본어: トーメン), 카네마쓰(일본어: 兼松), 니치멘(일본어: ニチメン), 아타카 산업(일본어: 安宅産業)) 중 주류를 점해, 현재의 종합상사들 (미쓰비시상사 일본어: 三菱商事, 미쓰이 물산 일본어: 三井物産, 이토츄 상사일본어: 伊藤忠商事, 스미토모 상사일본어: 住友商事, 마루베니일본어: 丸紅, 토요타 통상일본어: 豊田通商, 소지쓰일본어: 双日) 중 상위권에 들게 되었다.
무역중개를 중심으로 중개료를 비축하는 사업을 중심으로 하였으나, 최근 10년은 자원개발에 직접투자(천연가스 및 원료), 미쓰비시식품 등을 통한 식량유통 시스템을 구축, 편의점 체인점인 로손을 통한 소비자 마켓 개척 등 유통에서 판매까지의 영역까지 확대하여 자본과 경영 등을 통해 체질변화를 이루어내 수익을 확대해 나가고 있다.